# Tristão de Alencar Araripe (militar)
Marechal Tristão de Alencar Araripe (Conceição do Castelo, 23 de agosto de 1894 — Rio de Janeiro, 19 de novembro de 1969) foi um militar, escritor e Ministro brasileiro.
Foi Marechal do Exército Brasileiro, comandante da Quarta e da Quinta Região Militar, governador do Território Federal de Fernando de Noronha, e presidente do Superior Tribunal Militar. Escreveu vários livros e foi Presidente do Instituto de Geografia e História Militar do Brasil.

## Antepassados
Nasceu em Conceição do Castelo (Cachoeiro do Itapemirim) - Espírito Santo, em 23 de Agosto de 1894, filho do Eng. Túlio de Alencar Araripe (1866-1915) e Antonietta da Silva Araripe (1875-1917). O Marechal Tristão foi o décimo a receber este nome na família. 
Era sobrinho-neto do Conselheiro Tristão de Alencar Araripe (1821-1908) e bisneto de Tristão Gonçalves de Alencar Araripe (1789-1825). 

## Carreira
Tristão de Alencar Araripe estudou no Colégio Militar do Rio de Janeiro. Em 1911, foi Comandante-aluno do Colégio Militar do Rio de Janeiro – Casa de Thomaz Coelho. 
Tristão de Alencar Araripe foi Marechal do Exército Brasileiro, comandante e autor da letra da canção do 38º Batalhão de Infantaria (1938-1939), Comandante do 13º Regimento de Infantaria, em Ponta Grossa - PR (1941-1942), comandante da Quinta Região Militar, sediada em Curitiba (1949-1951), governador do Território Federal de Fernando de Noronha (1943-1944), comandante da Escola de Estado Maior, entre 8 de junho de 1946 e 3 de maio de 1949, Ministro e Presidente do Superior Tribunal Militar (1952 a 1964).

## Cronologia da carreira
- 1912 - matrícula na Escola Militar do Realengo
- 1914 - matrícula na Escola de Aplicação de Infantaria e Cavalaria
- 1915 - declaração de aspirante a oficial
- 1916 - matrícula no ano prévio do Curso de Engenharia Militar
- 1916 - promoção a 2º Tenente
- 1919 - Engenheiro Militar e Bacharel em Matemática e Ciências Físicas
- 1920 - Instrutor da ESI - Escola de Sargentos de Infantaria (Atual Escola de Sargentos das Armas)
- 1921 - promoção a 1º Tenente
- 1925 - matrícula na Escola de Aperfeiçoamento de Oficiais
- 192X - serviu no Quartel General do Comando das Forças em Operação no Norte da República
- 192X - Ajudante de Ordens Coronel Tasso Fragoso
- 1927 - matrícula na Escola de Estado Maior (EEM); promoção a Capitão
- 1929 - concluiu, em primeiro lugar, o curso da EEM
- 1930 - Auxiliar de Instrutor de Tática Geral da EEM
- 1931 - Comandante Interino da ESI - Escola de Sargentos de Infantaria (Atual Escola de Sargentos das Armas)
- 1937 - promoção a Tenente Coronel
- 1940 - promoção a Coronel
- 1941 - Comandante do 13º Regimento de Infantaria, em Ponta Grossa - PR
- 1943 - nomeado Governador do Território de Fernando de Noronha
- 1944 - Comandante da 4ª Região Militar
- 1945 - promoção a General de Brigada
- 1945 - nomeado 1º Comandante do Centro de Aperfeiçoamento e Especialização do Realengo (CAER) - atual Diretoria de Educação Técnica Militar.
- 1946/1949 - Comandante da Escola de Estado Maior
- 1949 - promoção a General de Divisão
- 1949/1951 - Comandante da 5.ª Região Militar e 5ª Divisão de Infantaria, Curitiba - PR
- 1952 - nomeado Ministro do Superior Tribunal Militar
- 1960 - posse presidência Superior Tribunal Militar, biênio 1960/1961
- 1964 - aposentadoria e transferência para a reserva no posto de Marechal

### Condecorações
Recebeu a Grã-Cruz da Ordem do Mérito Militar.
Em 5 de maio de 1949, foi condecorado como Grande Oficial da Ordem do Mérito Aeronáutico pelo então presidente Eurico Gaspar Dutra
O 13.º Batalhão de Infantaria Blindado, sediado em Ponta Grossa, Paraná, foi denominado "Batalhão Tristão de Alencar Araripe" em sua homenagem. 
Faleceu no Rio de Janeiro, aos setenta e cinco anos, em 19 de Novembro de 1969.

## Obras publicadas
- 1985 - Expedições Militares contra Canudos: seu Aspecto Marcial, Imprensa do Exército, 1ª Edição 1960, 2ª Edição
- 1960 - Tasso Fragoso: um Pouco da História do Nosso Exército, Editora Bibliex
- 1969 - A Coerência de uma Vocação